# کلر کرزان
کلر کرزان (انگلیسی: Claire Curzan؛ زادهٔ ۳۰ ژوئن ۲۰۰۴) شناگر زن اهل ایالات متحده آمریکا است.
وی در مسابقات کشوری و بین‌المللی در مجموع برندهٔ ۱ مدال طلا، ۲ مدال نقره، ۲ مدال برنز شده‌است.